# Phlyctimantis
Phlyctimantis és un gènere de granotes de la família Hyperoliidae.

## Taxonomia
- Phlyctimantis boulengeri
- Phlyctimantis keithae
- Phlyctimantis leonardi
- Phlyctimantis verrucosus